# Eulepidotis striaepuncta
Eulepidotis striaepuncta är en fjärilsart som beskrevs av Herrich-Schäffer 1869. Eulepidotis striaepuncta ingår i släktet Eulepidotis och familjen nattflyn. Inga underarter finns listade i Catalogue of Life.